# Апостольская администратура Южной Албании
Апостольская администратура Южной Албании (лат. Administratio Apostolica Albaniae Meridionalis) — апостольская администратура Албанской католической церкви с центром в городе Влёра, Албания. Апостольская администратура Южной Албании входит в митрополию Тираны — Дурреса. Апостольская администратура Южной Албании объединяет католиков латинского и восточного обрядов, проживающих в южной части Албании.

## История
11 ноября 1939 года Папа Римский Пий XII издал буллу Inter regiones, которой учредил апостольскую администратуру Южной Албании, выделив её из архиепархии Дурреса. В этот же день апостольская администратура Южной Албании вошла в митрополию Шкодера — Пулта.
25 января 2005 года апостольская администратура Южной Албании вошла в митрополию Тираны — Дурреса.

## Ординарии апостольской администратуры
- епископ Leone Giovanni Battista Nigris (1940—1945);
- епископ Nicola Vincenzo Prennushi (1946—1952);
  - Sede vacante (1952—1992);
- епископ Иван Диас (1992 — 8.11.1996) — назначен архиепископом Бомбея;
- епископ Хил Кабаши (3.12.1996 — 15.06.2017).
- епископ Джованни Перагине (15.06.2017 —)

## Источник
- Annuario Pontificio, Libreria Editrice Vaticana, Città del Vaticano, 2003, ISBN 88-209-7422-3
- Булла Inter regiones, AAS 32 (1940), стр. 139  (лат.)